# Ill Na Na
Ill Na Na — дебютний студійний альбом американської реперки Фоксі Браун, що вийшов 19 листопада 1996 року Def Jam Recordings. На момент підписання контракту з Def Jam у березні 1996 року виконавиці було 17 років. Ill Na Na містить гостьову участь Blackstreet, Havoc, Method Man, Kid Capri та Jay-Z, і здебільшого був спродюсований Trackmasters. Лірика альбому зосереджена на темах моди, сексу та мафії.
Ill Na Na дебютував під номером 7 у чарті Billboard 200 і під номером два в чарті Top R&B/Hip-Hop Albums, продавши 128 000 копій за перший тиждень і отримав платиновий сертифікат індустрії звукозапису. Американська асоціація (RIAA) протягом трьох місяців після її публікації. За даними Nielsen SoundScan, у Сполучених Штатах було продано понад 1 450 834 копій альбому. У Канаді він отримав золотий сертифікат Канадської асоціації звукозаписної індустрії (CRIA). У Великобританії він дебютував під номером 98 у UK Albums Chart і отримав срібний сертифікат Британської фонографічної промисловості (BPI). Він став першим жіночим реп-альбомом, який дебютував у топ-10 Billboard 200, першим жіночим реп-альбомом, сертифікованим за межами США, а також найпродаванішим і найшвидшим жіночим реп-альбомом 1996 року, який став платиновим протягом 2,7 місяців.
З альбому вийшло три сингли. «Get Me Home» (за уч. Blackstreet) вийшов 15 вересня 1996 року. Вона досягла 42 місця в чарті Billboard Radio Songs. Другий сингл «I'll Be» (за уч. Jay-Z), що вийшов 4 березня 1997 року, також мав комерційний успіх. Він досяг сьомого місця в Billboard Hot 100, ставши найвищим синглом Брауна. Пісня посіла 52 місце в списку 100 найкращих хіп-хоп пісень VH1 у 2008 році. Ще одна пісня, «Big Bad Mamma», вийшла 28 липня 1997 року, і вона ввійшла до саундтреку до фільму «Def Jam's How to Be a Player» 1997 року. Хоча він не вийшов на оригінальному альбомі, його додали до європейського перевидання в 1997 році. Він досяг 53 місця в Billboard Hot 100.

## Список композицій
| #     | Назва                                 | Автор | Продюсер(и)                      | Тривалість |
| ----- | ------------------------------------- | --- | -------------------------------- | ---------- |
| 1.    | «Intro...Chicken Coop»                | Richard Jackson, Isaac Hayes                                                                                        | Rich Nice                        | 3:17       |
| 2.    | «(Holy Matrimony) Letter to The Firm» | Inga Marchand, Samuel Barnes, Jean-Claude Olivier, Hayes                                                            | Trackmasters                     | 3:26       |
| 3.    | «Foxy's Bells»                        | Shawn Carter, Olivier, Barnes                                                                                       | Trackmasters                     | 3:20       |
| 4.    | «Get Me Home» (за участю Blackstreet) | Marchand, Olivier, Barnes, McKinley Horton, Ronald Broomfield                                                       | Trackmasters Teddy Riley         | 3:49       |
| 5.    | «The Promise» (за участю Havoc)       | Marchand, Kejuan Muchita                                                                                            | Havoc                            | 4:20       |
| 6.    | «Interlude…The Set Up»                | * Jackson - Olivier - Barnes                                                                                        | Nice George Pearson Trackmasters | 1:00       |
| 7.    | «If I…»                               | Marchand Carter Olivier Barnes Luther Vandross Marcus Miller                                                        | Trackmasters                     | 3:42       |
| 8.    | «The Chase»                           | Marchand Olivier Barnes                                                                                             | Trackmasters                     | 3:18       |
| 9.    | «Ill Na Na» (за участю Method Man)    | Carter Charles Clifford Smith Lionel Richie Milan Williams Thomas McClary Walter Orange Ronald LaPread William King | Charly «Shuga Bear» Charles      | 3:06       |
| 10.   | «No One's»                            | Marchand Greg Cummins James Harris III Terry Lewis                                                                  | China Black Divine Allah         | 3:42       |
| 11.   | «Fox Boogie» (за участю Kid Capri)    | Marchand Olivier Barnes                                                                                             | Trackmasters                     | 4:31       |
| 12.   | «I'll Be» (за участю Jay-Z)           | Carter Olivier Barnes Bobby Watson Bruce Swedien Angela Winbush                                                     | Trackmasters                     | 2:58       |
| 13.   | «Outro»                               | Hayes Jackson | Nice                             | 0:42       |
| 41:11 |                                       | |                                  |            |

| Європейське перевидання 1997 року | Європейське перевидання 1997 року    | Європейське перевидання 1997 року  | Європейське перевидання 1997 року | Європейське перевидання 1997 року |
| #                                 | Назва                                | Автор                              | Продюсер(и)                       | Тривалість                        |
| --------------------------------- | ------------------------------------ | ---------------------------------- | --------------------------------- | --------------------------------- |
| 14.                               | «Big Bad Mamma» (за участю Dru Hill) | Carter Olivier Barnes Leon Haywood | Trackmasters                      | 3:53                              |
| 45:04                             |                                      |                                    |                                   |                                   |

## Чарти
| Чарт (1996—1997)                             | Найвища позиція |
| -------------------------------------------- | --------------- |
| Canada Top Albums/CDs (RPM)                  | 41              |
| Нідерланди Dutch Albums (MegaCharts)         | 80              |
| Німеччина German Albums (Offizielle Top 100) | 27              |
| Велика Британія UK Albums (OCC)              | 98              |
| Велика Британія UK R&B Albums (OCC)          | 15              |
| США Billboard 200                            | 7               |
| США Top R&B/Hip-Hop Albums (Billboard)       | 2               |

| Чарт (1997)                           | Позиція |
| ------------------------------------- | ------- |
| German Albums (Offizielle Top 100)    | 58      |
| US Billboard 200                      | 46      |
| US Top R&B/Hip-Hop Albums (Billboard) | 6       |

## Сертифікації
| Регіон                                                                                          | Сертифікація | Продажі   |
| ----------------------------------------------------------------------------------------------- | ------------ | --------- |
| Канада (Music Canada)                                                                           | Золотий      | 50 000^   |
| Велика Британія (BPI)                                                                           | Срібний      | 60 000*   |
| США (RIAA)                                                                                      | Платиновий   | 1,450,834 |
| *продажі, що базуються лише на сертифікаціях ^відвантаження, що базуються лише на сертифікаціях |              |           |